# فصل شکار (فیلم ۱۹۷۴)
فصل شکار (انگلیسی: Open Season) یک فیلم دلهره‌آور آمریکایی به کارگردانی پیتر کالینسن است که در سال ۱۹۷۴ منتشر شد. فوندا بعدها دربارهٔ نقش‌آفرینی‌اش در این فیلم گفت: «بازی در این فیلم برایم سرگرم‌کننده بود و خوش گذشت. این نخستین فرصت من برای بازی در نقشِ یک مرد واقعاً شرور بود. دوست داشتم با ریچارد لینچ و جان فیلیپ لا همکاری کنم. این فیلم را درست خارج شهر مادرید و همچنین در دیترویت فیلمبرداری کردیم.»

## گزیدهٔ بازیگران
- پیتر فوندا
- جان فیلیپ لا
- ریچارد لینچ
- آلبرتو د مندوسا
- ویلیام هولدن